# I. e. 620-as évek
Évszázadok: i. e. 8. század – i. e. 7. század – i. e. 6. század
Évtizedek: i. e. 670-es évek – i. e. 660-as évek – i. e. 650-es évek – i. e. 640-es évek – i. e. 630-as évek – i. e. 620-as évek – i. e. 610-es évek – i. e. 600-as évek – i. e. 590-es évek – i. e. 580-as évek – i. e. 570-es évek
Évek: i. e. 629 – i. e. 628 – i. e. 627 – i. e. 626 – i. e. 625 – i. e. 624 – i. e. 623 – i. e. 622 – i. e. 621 – i. e. 620

## Események
- A médek függetlenné válnak az Asszír Birodalomtól
- Babilon függetlenné válik Asszír Birodalomtól
- Vallási és kulturális reform a Júdában
- Drakón törvényeket hoz Athénban.

## Híres személyek
- Assur-etelli-iláni, Szín-sar-iskun, Szín-sum-lisir asszír királyok
- Periandrosz korinthoszi türannosz
- Nabú-apal-uszur babiloni király
- Drakón athéni politikus
- I. Kurus ansani (perzsa) király
- I. Pszammetik egyiptomi fáraó